# Miłoszów
Miłoszów (německy Hartmannsdorf) je polská ves v Dolním Slezsku, v okrese Lubáň. Nachází se zde silniční hraniční přechod do České republiky (na české straně je vesnice Srbská ve Frýdlantském výběžku na severu Libereckého kraje). První písemná zmínka o obci pochází z roku 1460. Kolem roku 1500 došlo ke zbudování paláce Roosendaal Miłoszów, který byl sice během druhé světové války poškozen, ale stál dál. K jeho zboření došlo až roku 1979. V patnáctém až sedmnáctém století patřil palác spolu s celou obcí rodu von Döbschitzů.
V Miłoszów se dříve nacházela také brusírna perel a granátů.
Během druhé světové války se v obci nacházela pobočka koncentračního tábora Gross-Rosen. Sídlil zde také zajatecký tábor „Stalag IV F“, jehož vězni tady kopali podzemní tunely a prostory pro zbrojovku. Z této činnosti se dochovala továrna se dvěma vstupy do tunelů, které však byly zasypány hned po válce a nejsou tudíž prozkoumány.
Protéká tudy Miłoszowský potok, jenž je levostranným přítokem řeky Kwisy.